# Río Tambre
Der Río Tambre (alter Name Tamaris) ist ein ca. 130 km langer Küstenfluss in den Provinzen Lugo und A Coruña in der autonomen Region Galicien im Nordwesten Spaniens. 

## Verlauf
Der Río Tambre entspringt in den galicischen Bergen auf dem Gemeindegebiet von Sobrado in der Provinz Lugo. Er fließt hauptsächlich in südwestliche und westliche Richtungen, streift das Gemeindegebiet von Santiago de Compostela, und mündet schließlich beim Ort Noia in die Meeresbucht der Ría de Muros e Noia ein.

## Nebenflüsse und Stausee
Mehrere kleine Flüsse (darunter der Río Barcara, der Río Caballar und der Río Maruso) und Bäche (regueiros) speisen den Rio Tambre, der ca. 20 km vor seiner Mündung in der langgestreckten Embalse Barrié de la Maza gestaut wird.

## Sehenswürdigkeiten
Wichtigste Sehenswürdigkeit am Fluss ist die fünfbogige, zur Mitte hin deutlich ansteigende, ursprünglich römische, im Mittelalter jedoch neugebaute Ponte Maceira. Kurz vor der Mündung quert die auf ganzer Strecke flache, vielbogige Steinbrücke Ponte Nafonso aus der ersten Hälfte des 19. Jahrhunderts den Fluss.